# Francesco Sessa contre Italie
Francesco Sessa contre Italie est une affaire de droit des religions concernant une dispute publique entre la république Italienne et  un avocat de confession juive qui s’est vu dans l’incapacité d’exercer sa profession pour cause d’incompatibilité d’audiences avec des fêtes religieuses. L’affaire fait partie des principaux arrêts de la cour européenne des droits de l’homme concernant la profession d’avocat.

## Les faits
Francesco Sessa est un avocat napolitain de confession juive. En 2005, il représentait, lors d’une affaire, une des deux parties civiles dans une procédure pénale. Lors d’une audience devant le juge des investigations préliminaires, le magistrat titulaire étant empêché, les parties furent invitées à choisir une date de renvoi de l’audience : le 13 ou le 18 octobre 2005. L’avocat a fait valoir que les deux dates correspondaient aux fêtes juives de Yom Kippour et Soukkot. Il a affirmé son impossibilité à être présent à l’audience en raison de ses obligations religieuses. Le juge a néanmoins choisi l’une des dates et le requérant a déposé une demande de renvoi de l’audience à l’attention du juge titulaire de l’affaire ainsi qu’une plainte pénale à son encontre. Le jour de l’audience, le juge a relevé l’absence de Francesco Sessa pour raisons personnelles et a rejeté sa demande de renvoi. 
Francesco Sessa  déposa alors une plainte au pénal, avançant la violation de la loi no 101 du 8 mars 1989 réglant les rapports entre l’État et les communautés juives italiennes. Au terme d’un de ses articles, ce texte reconnaît en effet, aux Juifs qui le demandent, le droit d’observer le Sabbat, dans le cadre de la flexibilité de l’organisation du travail, et sans préjudice des exigences des services essentiels prévus par le système juridique étatique. Par ailleurs, la loi assimile les fêtes de Yom Kippour et de Soukkot au Sabbat,.

## Le jugement
Était donc invoqué devant les juridictions, et la Cour européenne des droits de l'homme, une atteinte à la liberté de manifester sa religion. Selon le requérant, le refus des juges de reporter l’audience à une date autre que celle correspondant à une fête juive, l’avait empêché d’y participer en tant que représentant d’un des plaignants, et avait entravé sa liberté religieuse. De plus, il soutenait que les juges auraient exercé leurs fonctions « animés d’un sentiment d’intolérance religieuse », et agi avec « l’intention d’atteindre son droit à manifester librement sa confession juive ».
La Cour européenne conclut à l’absence de violation.
La Cour relève qu’il n’est pas contesté que le requérant a pu s’acquitter de ses devoirs religieux. En outre, il devait s’attendre au refus de sa demande de report, conformément aux dispositions de la loi en vigueur et aurait pu se faire remplacer à l’audience afin de s’acquitter de ses obligations professionnelles. La Cour note enfin que le requérant n'a pas démontré avoir subi de pressions visant à le faire changer de conviction religieuse ou à l’empêcher de manifester sa religion ou sa conviction. Même à supposer l’existence d’une ingérence dans le droit du requérant protégé par l’article 9 §1, la Cour estime que celle-ci, prévue par la loi, se justifiait par la protection des droits et libertés d’autrui, et en particulier le droit des justiciables de bénéficier d’un bon fonctionnement de l'administration de la justice et le respect du principe du délai raisonnable de la procédure,,.